# Crenichthys
Crenichthys, o peces primavera, es un género de peces goodeidos, que consta de dos especies endémicas de Nevada, Estados Unidos, donde las pequeñas poblaciones se encuentran aisladas en aguas termales.
Características distintivas se incluyen las pérdidas de las aletas pélvicas, una aleta anal relativamente grande y una o dos hileras de manchas negras a lo largo de cada lado. El tamaño máximo es de 5 cm (2 pulgadas).